# Estádio Estadual Lourival Baptista
Het Batistão (officiële naam: Estádio Estadual Lourival Baptista) is een voetbalstadion in de stad Aracaju, de hoofdstad van de Braziliaanse staat Sergipe.

## Geschiedenis
Op de plaats van het stadion stond voor heen het Estádio Estadual de Aracaju. Het nieuwe stadion werd geopend op 9 juli 1969 met een selectie van het Braziliaanse elftal tegen een selectie van de beste spelers van de staat Sergipe voor de ogen van 45.058 toeschouwers. In de jaren 70 en 80 werd het stadion gebruikt voor clubs uit de stad die deelnamen aan de Série A in de tijd dat elke staat daar nog automatisch deelnemers aan mocht leveren. Daarna werd het voornamelijk door Confiança en Sergipe, de twee grootste teams uit de stad, gebruikt. In 2013 werd het stadion gerenoveerd Tijdens het WK 2014 werd het stadion gekozen als trainingscentrum voor het Griekse elftal.